# Scolosanthus pycnophyllus
Scolosanthus pycnophyllus är en måreväxtart som beskrevs av Attila L. Borhidi. Scolosanthus pycnophyllus ingår i släktet Scolosanthus och familjen måreväxter.
Artens utbredningsområde är Kuba. Inga underarter finns listade i Catalogue of Life.